# SudPresse
Sudpresse of SudPresse is een Belgische krantengroep, eigendom van de mediagroep Rossel, die met zijn vijf dagbladen marktleider is in Franstalig België. Elk dagblad is actief in een welbepaalde regio van Wallonië en/of Brussel, telkens met meerdere streekgebonden edities.

## Kranten
- La Meuse - zes edities voor de provincies Luik, Namen en Luxemburg
- La Nouvelle Gazette - drie edities voor het oosten en centrum van de provincie Henegouwen
- La Province - een editie voor de regio Mons-Borinage
- Nord Éclair - een editie voor het westen van de provincie Henegouwen
- La Capitale - twee edities voor Brussel en de provincie Waals-Brabant

## Oplage en verkoop
Het CIM rapporteert de oplage en verkoopcijfers voor de vijf krantentitels van Sudpresse samen.
| Naam               | 2007    | 2008    | 2009    | 2010    | 2011    | 2012    | 2013    | 2014    | 2015    |
| ------------------ | ------- | ------- | ------- | ------- | ------- | ------- | ------- | ------- | ------- |
| Oplage - Print     | 147.749 | 147.756 | 146.874 | 142.580 | 132.646 | 121.210 | 116.594 | 111.921 | 105.284 |
| Verkoop - Print    | 119.483 | 119.262 | 117.372 | 113.905 | 107.805 | 99.261  | 94.565  | 92.122  | 86.518  |
| Verkoop - Digitaal | 183     | 186     | 271     | 303     | 335     | 2.161   | 5.712   | 4.463   | 5.238   |
| Verkoop - Totaal   | 119.666 | 119.448 | 117.643 | 114.208 | 108.140 | 101.422 | 100.277 | 96.585  | 91.756  |

Bron: CIM

## Nieuwswebsite
De nieuwswebsite van de groep is sedert oktober 2021 sudinfo.be. 